# 0584
0584 è il prefisso telefonico del distretto di Viareggio, appartenente al compartimento di Pisa.
Il distretto comprende la parte sud-occidentale della provincia di Lucca, coincidente con la Versilia. Confina a est con il distretto di Lucca (0583), a sud di Pisa (050) e a ovest di Massa (0585).

## Aree locali e comuni
Il distretto di Viareggio comprende 7 comuni compresi nelle due aree locali di Viareggio e Pietrasanta (coincidenti con gli omonimi ex settori) a cui corrispondono le due reti urbane. I comuni compresi nel distretto sono: Camaiore, Forte dei Marmi, Massarosa, Pietrasanta, Seravezza, Stazzema e Viareggio .